# Magdalena Mroczkiewicz
Magdalena Urszula Mroczkiewicz (ur. 28 sierpnia 1979 w Gdańsku) – polska florecistka, srebrna medalistka olimpijska i wielokrotna medalistka mistrzostw świata.

## Kariera sportowa
Broniła barw AZS-AWFiS Gdańsk. Podczas igrzysk olimpijskich w Sydney w 2000 roku reprezentacja Polski w składzie: Sylwia Gruchała, Magdalena Mroczkiewicz, Anna Rybicka i Barbara Wolnicka zajęła drugie miejsce w turnieju drużynowym. W turnieju indywidualnym była czternasta. Brała również udział w igrzyskach olimpijskich w Pekinie w 2008 roku, zajmując 7. miejsce w zawodach drużynowych i 29. w indywidualnych.
Na mistrzostwach świata w La Chaux de Fonds w 1998 roku wspólnie z Wolnicką, Gruchałą i Rybicką wywalczyła drużynowo brązowy medal. W tej samej konkurencji Polki z Mroczkiewicz w składzie zdobywały następnie złote medale na mistrzostwach świata w Hawanie (2003) i mistrzostwach świata w Petersburgu (2007), srebrne podczas mistrzostw świata w Seulu (1999) i mistrzostw świata w Lizbonie (2002) oraz kolejny brązowy na mistrzostwach świata w Nowym Jorku (2004).
Kilkukrotnie zdobywała też drużynowo medale mistrzostw Europy, w tym złote na mistrzostwach Europy w Moskwie w 2002 roku oraz mistrzostwach Europy w Bourges rok później.
Indywidualnie mistrzyni Polski w latach 2000 i 2001. Zakończenie kariery sportowej ogłosiła 2 lutego 2009.
Miała też sesje zdjęciowe w magazynie CKM. 

## Osiągnięcia
- Indywidualna mistrzyni świata juniorów – 1999
- Mistrzyni Polski – 2000, 2001
- Drużynowa wicemistrzyni olimpijska – 2000
- Drużynowa mistrzyni świata – 2003, 2007

## Odznaczenia państwowe
- Złoty Krzyż Zasługi – 2000[5]